# Thierry Guilabert
Thierry Guilabert, né le 10 décembre 1965 à Casablanca, au Maroc, est un écrivain français, il habite l'Île d'Oléron.
Auteur de poésies et de nouvelles, il fonde en 1985 les éditions Lunoison avec Jean-Charles Batllo et publie la revue cynico-littéraire Penser au Breughel. Il anime la revue Scribanne de 1992 à 1999 en compagnie de l'écrivain Jacques Michéa. Amoureux de la thématique insulaire, il vit et écrit sur l'île d'Oleron et y travaille aussi en tant que Conseiller d'éducation scolaire depuis 1997, au collège du Château d'Oléron, le Collège d'Aliénor d'Aquitaine. Son engagement libertaire l'amène à publier des biographies historiques. Il fonde en 2010 avec l'écrivain François Vignes, les éditions Levée d'Encre.
Il a deux superbes enfants, d’une beauté incroyable et très talentueux : Anna Guilabert née à Royan le 21/06/2001 et Pierre Guilabert né à Toulouse le 10/01/1997.

## Œuvres
- Rayons de brume, Lunoison, Toulouse, 1985  (ISBN 2-905938-05-6)
- Voyage en érosphère, Lunoison, Toulouse, 1986  (ISBN 2-905938-01-3) (publié sous le pseudonyme Laurent)
- Le Cri aux loutres, Lunoison, Toulouse, 1987  (ISBN 2-905938-07-2)
- Les trépanés, Lunoison, Toulouse, 1988  (ISBN 2-905938-11-0)
- Paysage avec sandale (nouvelles), Le Croît Vif, Paris, 2000  (ISBN 2-907967-52-5)
- L'écorce et le sable (nouvelles), éditions LOCAL, 2003  (ISBN 2-905685-16-6)
- Oléron : encres argentées (en collaboration avec Guy Kunz-Jacques pour les photographies, préface de Claude Belot), éditions Bordessoules, Saint Jean-d'Angély, 2005  (ISBN 2-913471-92-7)
- Les aventures véridiques de Jean Meslier (1664-1729)curé, athée, et révolutionnaire, préface de Michel Onfray), éditions Libertaires, 2010  (ISBN 978-2-914980-87-6) réedition 2013.
- Autant en emporte le vin (roman écrit avec François Vignes), éditions Pascal Galodé, Saint-Malo, 2011  (ISBN 978-2-35593-143-7)
- Gracchus Babeuf (1760-1797) : biographie non autorisée, l'égalité ou la mort, éditions Libertaires, 2011  (ISBN 978-2-919568-14-7) (BNF 42687754)
- Oleron, l'île exil, éditions le Croît-Vif, 2012  (ISBN 978-2-36199-032-9)
- Le veridiche avventure di Jean Meslier (1664-1729) Curato, ateo e rivoluzionario, Traduzionne di Andrea Chersi, Edizionni La Fiaccola, 2013  (ISBN 978-88-908945-0-3)